# Pachyphyllum denticulatum
Pachyphyllum denticulatum är en orkidéart som först beskrevs av Hipólito Ruiz López och Pav., och fick sitt nu gällande namn av Rudolf Schlechter. Pachyphyllum denticulatum ingår i släktet Pachyphyllum och familjen orkidéer. Inga underarter finns listade i Catalogue of Life.